# Mycomya lutealis
Mycomya lutealis är en tvåvingeart som beskrevs av Vaisanen 1984. Mycomya lutealis ingår i släktet Mycomya och familjen svampmyggor.
Artens utbredningsområde är British Columbia. Inga underarter finns listade i Catalogue of Life.